# Harper's Magazine

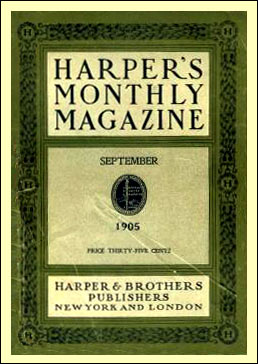
Harper's Magazine, setembre de 1905.

Harper's Magazine (també anomenada Harper's) és una revista mensual estatunidenca que tracta de temes polítics, financers, artístics i literaris. Fundada el 1850, és una de les publicacions més antigues dels Estats Units, amb un tiratge que el 2006 va arribar als 220.000 exemplars.

## Història
Harper's Magazine va ser llançada com Harper's New Monthly Magazine el juny de 1850, per l'editorial Harper & Brothers de Nova York, que també va fundar la revista Harper's Bazaar, més tard acabant per convertir-se en HarperCollins Publishing. La primera tirada de 7.500 exemplars, es va esgotar gairebé immediatament; sis mesos més tard, la circulació estava al voltant de 50.000 exemplars.
Els primers números van reproduir material ja publicat a Anglaterra, però la revista aviat estava publicant el treball d'artistes i escriptors d'Amèrica, així com comentaris de personalitats com Winston Churchill i Woodrow Wilson.
El 1962, Harper & Brothers es va fusionar amb Row, Peterson & Company, convertint-se en Harper & Row (ara HarperCollins). El 1965, la revista va ser incorporat separadament, i es va convertir en una divisió del Minneapolis Star and Tribune Company. El 17 de juny de 1980, el Star Tribune va anunciar que deixaria de publicar Harper's Magazine, després de l'edició d'agost 1980, però, el 9 de juliol de 1980, John R. MacArthur i el seu pare, Roderick, van obtenir promeses dels consells de direcció de John D. i Catherine T. MacArthur Foundation, l'Atlantic Richfield Company i del CEO Robert Orville Anderson per a reunir un milió i mig de dòlars necessaris per establir la Harper's Magazine Foundation, que actualment publica la revista.

## Col·laboradors notables
| - Horatio Alger - Frederic H. Balfour - Wendell Berry - John R Chapin - Winston Churchill - Florence Earle Coates - Stephen A. Douglas - Theodore Dreiser - Irwin Edman - Jonathan Franzen - Robert Frost - Barbara Garson - John Taylor Gatto - Horace Greeley - Mark Greif - Barbara Grizzuti Harrison - Edward Hoagland - Richard Hofstadter - Winslow Homer - William Dean Howells - Seymour Hersh - Henry James - Naomi Klein - Tom Wolfe - Jack London - Fitz Hugh Ludlow - Norman Mailer - Stanley Milgram | - John Stuart Mill - John Muir - Thomas Nast - Cynthia Ozick - Michael Pollan - Frederic Remington - Marilynne Robinson - Richard Rodriguez - Theodore Roosevelt - George Saunders - Miranda July - Jane Smiley - John Steinbeck - Sara Teasdale - Henry L. Stimson - Alfred Thomas Story - Susan Straight - Booth Tarkington - Hunter S. Thompson - Mark Twain - Rebecca Curtis - John Updike - Kurt Vonnegut - David Foster Wallace - E.B. White - Woodrow Wilson - Sylvia Plath - Slavoj Žižek |